# Хуан Хосе Піссуті
Хуан Хосе Піссуті (ісп. Juan José Pizzuti; 9 травня 1927, Буенос-Айрес, Аргентина — 24 січня 2020, там само) — аргентинський футболіст, що грав на позиції нападника. По завершенні ігрової кар'єри — тренер.
Виступав, зокрема, за «Расинг» (Авельянеда) та «Боку Хуніорс», а також національну збірну Аргентини, ставши чемпіоном Південної Америки.
Як тренер працював зі збірною Аргентини, а також з «Расингом» (Авельянеда) та колумбійським «Індепендьєнте» (Медельїн).

## Клубна кар'єра
Піссуті почав свої виступи в молодіжному складі клубу «Банфілд» у 1941 році. У 1946 році Піссуті дебютував у першій команді клубу у грі проти «Росаріо Сентраль», в якій «Банфілд» переміг 4:2, а Піссуті забив один з м'ячів. Піссуті виступав за Банфілд протягом чотирьох років, а у 1949 році став найкращим снайпером чемпіонату Аргентини.
У 1951 році Піссуті перейшов в «Рівер Плейт», в команду, в якій виблискували Анхель Лабруна і Фелікс Лоустау. Піссуті виходив разом з ними на поле, але свого рівня гри не показував, забивши лише 9 м'ячів. Також у Піссуті були проблеми поза футбольного поля, які лише сприяли його невпевненій грі в футболці «Рівера». Так і не вписавшись у гру Рівера, Піссуті після закінчення сезону перейшов в «Расинг» (Авельянеда). В «Расингу» справи Піссуті були ще гірші, він часто залишався на лаві запасних, а коли виходив на поле не показував високого класу гри. Лише 1954 року Піссуті завоював місце в основі команди, але довго в «Расингу» не затримався, Піссуті запропонувала контракт «Бока Хуніорс».

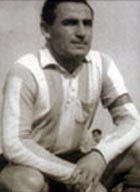
Хуан Хосе Піссуті під час ігрової кар'єри

У 1955 році Піссуті перейшов в «Боку» і став гравцем основного складу, але не прижився в команді і вже через рік повернувся в «Расинг». Тут Піссуті знову заграв, допоміг «Расингу» двічі виграти аргентинську першість, а в 1955 році з 22 м'ячами Піссуті став найкращим, а в 1958 з 15-ма і 1961 з 18-ма другим снайпером чемпіонату.
Завершив професійну ігрову кар'єру у клубі «Бока Хуніорс», з якою втретє виграв Чемпіонат Аргентини. До складу команди, де вже виступав раніше, Піссуті прийшов 1962 року і захищав її кольори до припинення виступів на професійному рівні у 1963 році.

## Виступи за збірну
1951 року дебютував в офіційних матчах у складі національної збірної Аргентини. У складі збірної був учасником домашнього розіграшу чемпіонату Південної Америки 1959 року, де він забив 3 голи і допоміг команді виграти титул. В тому ж році зіграв і на чемпіонаті Південної Америки в Еквадорі, де разом з командою здобув «срібло», забивши один гол.

## Кар'єра тренера
В 1964 році був технічним директором в клубі «Чакаріта Хуніорс».
Після закінчення кар'єри футболіста, Піссуті став тренером, очоливши у вересні 1965 році «Расинг», який був в зоні вильоту з аргентинської Прімери. У своїй дебютній грі на тренерському містку Піссуті здолав «Рівер Плейт» з рахунком 3:1. 1966 рік став одним з найуспішніших для «Расинга» в історії клубу, вперше команда завоювала Міжконтинентальний Кубок, перемігши до цього в Чемпіонаті і Кубку Лібертадорес. Піссуті керував «Расингом» до 1969 року, в кінці якого йому запропонували посаду наставника збірної Аргентини. Після відставки в 1972 році, Піссуті очолював клуби «Нуева Чикаго» і «Індепендьєнте Медельїн», а також повертався «Расинг», головним тренером команди якого Хуан Хосе Піссуті був протягом 1983 року, але без особливого успіху.

## Досягнення

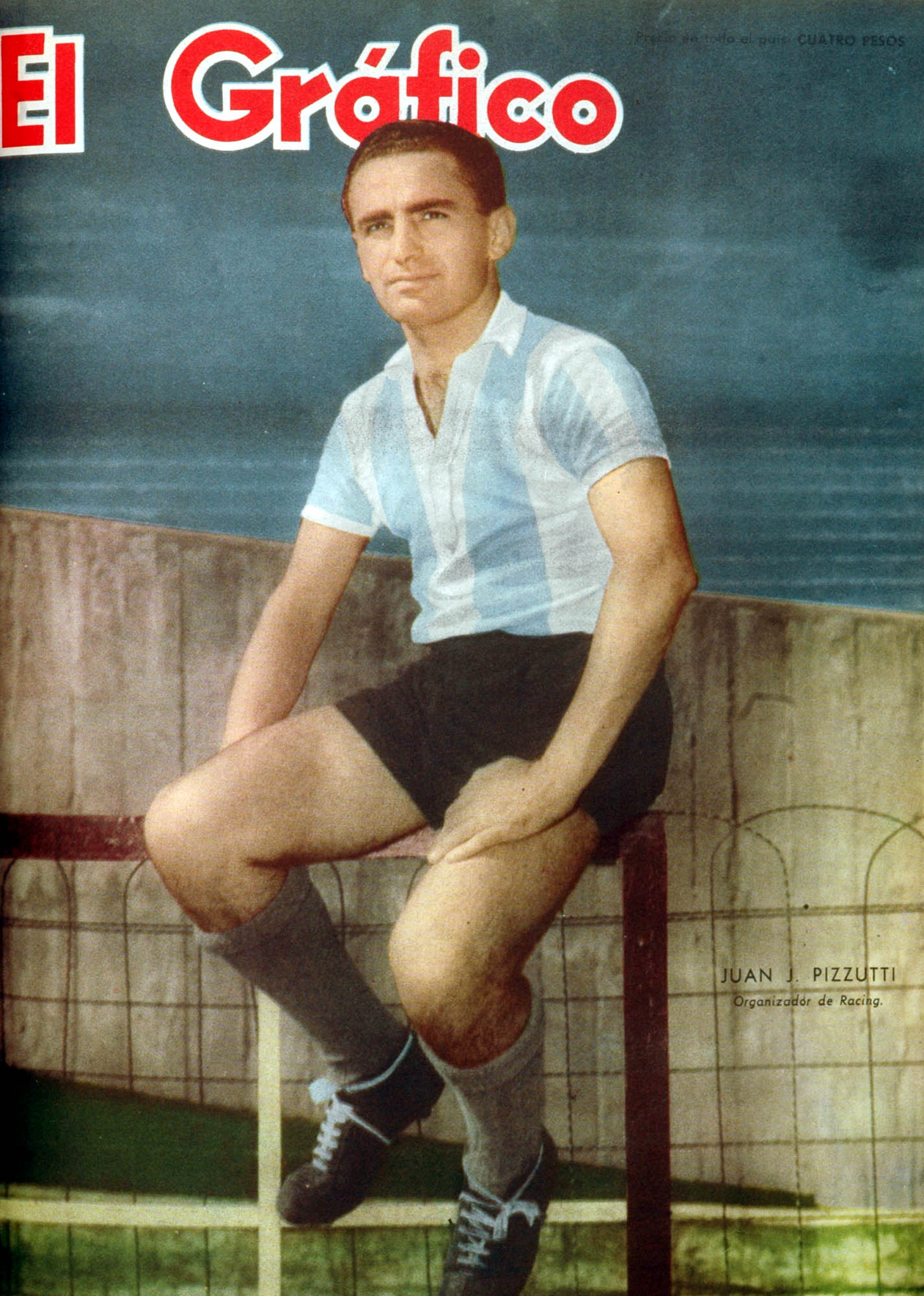
Хуан Хосе Піссуті у журналі El Gráfico. 1959 рік.

### Як гравець
- Чемпіон Аргентини:

«Расинг» (Авельянеда): 1958, 1961
«Бока Хуніорс»: 1962
- Чемпіон Південної Америки:

Аргентина: 1959 (Аргентина)
- Срібний призер Чемпіонату Південної Америки: 1959 (Еквадор)

### Як тренер
- Чемпіон Аргентини:

«Расинг» (Авельянеда): 1966
- Володар Кубка Лібертадорес:

«Расинг» (Авельянеда): 1967
- Володар Міжконтинентального Кубка:

«Расинг» (Авельянеда): 1967

### Індивідуальні
- Найкращий бомбардир чемпіонату Аргентини: 1949 (26 голів), 1953 (22 голи)